# Луиза Карлота Бурбон-Сицилийская
Луиза Карлота Бурбон-Сицилийская (исп. Luisa Carlota de Borbón-Dos Sicilias y Borbón; 24 октября 1804, Портичи, Неаполитанское королевство — 29 января 1844, Мадрид, Испания) — принцесса Обеих Сицилий и инфанта Испанская, в замужестве герцогиня Кадисская.

## Биография
Старшая дочь будущего короля Обеих Сицилий Франциска I и его второй жены Марии Изабеллы Испанской. Родилась во дворце Портичи.
В 1819 году в Мадриде вышла замуж за Франсиско де Паула, герцога Кадисского (1794—1865), сына короля Испании Карла IV. Супруг был старше её на десять лет. Луиза Карлота родила одиннадцать детей:
- Франсиско де Асис (1820—1821);
- Изабелла Фернанда (1821—1897), вступила в морганатический брак с польским аристократом Игнатием Гуровским;
- Франсиско де Асис (1822—1902), женился на королеве Испании Изабелле II;
- Энрике (1823—1870), был убит на дуэли Антуаном Орлеанским;
- Луиза Тереза (1824—1900);
- Дуарте Фелипе (1826—1830);
- Хосефина Фернанда (1827—1920);
- Мария Тереза (1828—1829);
- Фернандо Мария (1832—1854);
- Мария Кристина (1833—1902), вышла замуж за Себастьяна Браганса;
- Амалия Филиппина (1834—1905), вышла замуж за Адальберта Баварского.

Умерла в Мадриде в возрасте 39 лет.